# Ian Charleson
Pour les articles homonymes, voir Charleson.
 (décembre 2017).
Si vous disposez d'ouvrages ou d'articles de référence ou si vous connaissez des sites web de qualité traitant du thème abordé ici, merci de compléter l'article en donnant les références utiles à sa vérifiabilité et en les liant à la section « Notes et références ».
Ian Charleson (11 août 1949 - 6 janvier 1990) est un acteur écossais. 

## Biographie
Natif de la ville d'Édimbourg, il s'intéresse à l'art scénique, lors de ses études universitaires, qu'il effectue dans sa ville natale. C'est après son master d'architecture qu'il intègre la London Academy of Music and Dramatic Art.
De tous ses rôles, celui d'Eric Liddell, célèbre athlète et missionnaire écossais des années 1920, dans Les Chariots de feu (1981), lui assure sa renommée. Lors de sa préparation en vue d'incarner le célèbre sportif, il s'astreint à lire la Bible dans son intégralité. Parmi ses autres grandes prestations au cinéma, citons celui du pasteur Charles Andrews dans le film Gandhi en 1982. Son jeu calme, spirituel et flegmatique symbolise pour beaucoup un aspect de la culture britannique très apprécié du public.
Atteint du sida, il meurt brutalement à 40 ans sur scène en jouant Hamlet, qui est considéré comme un de ses meilleurs rôles, tant et si bien que Sir Ian McKellen déclara que c'était comme s'il l'avait répété toute sa vie.
Depuis 1991, chaque année un prix, le Ian Charleson Awards, récompense la meilleure prestation du registre classique effectuée par un acteur de moins de 30 ans.
Le service de soins des malades du sida du Royal Free Hospital de Londres porte son nom.

## Filmographie
- Louisiane, de Philippe de Broca.